# Namp'o
Namp'o sau Nampo este un oraș-port în provincia Pyongan de Sud, R.P.D. Coreea. Pe vremuri era un mic sat de pescari care s-a dezvoltat după ce a devenit un port deschis în 1897.

## Geografie
Nampo se află pe malul de nord al râului Taedong.